# The Assassination
The Assassination (The Assassination of Richard Nixon) è un film del 2004 diretto da Niels Mueller. Il film è ispirato a una storia vera, quella di Samuel Byck, che nel 1974 progettò di assassinare il Presidente degli Stati Uniti, Richard Nixon. È stato presentato nella sezione Un Certain Regard al 57º Festival di Cannes.

## Trama
Samuel Bicke è un venditore di mobili per ufficio. Il suo capo Jack Jones cerca di instillargli una mentalità da vincente, sottoponendogli le opere di Norman Vincent Peale sul pensiero positivo. Ciò che a Samuel non va del suo capo è che egli è un disonesto nei confronti dei suoi clienti, e cerca di costringere anche lui a esserlo. Inoltre, egli sostiene che il presidente degli Stati Uniti dell'epoca, Richard Nixon, sia il più grande bugiardo degli Stati Uniti, per aver convinto tutti a rivotarlo nonostante lo scandalo Watergate e le bugie sulla guerra del Vietnam.
A Samuel ciò sembra assurdo, in quanto ritiene impossibile di essere l'unico ad opporsi a questo stato di cose. Sua moglie, Marie Andersen, è una cameriera di un bar e considera assurdi i principi del marito, dal quale è separata. Il suo migliore amico, Bonny Simmons, è un meccanico di colore, anch'egli convinto di dover scendere a compromessi pur di sbarcare il lunario e sostenere la famiglia. Samuel non vuole accettare. Egli non vuole rinunciare ai propri principi, così come non vuole rinunciare ai suoi baffi che, secondo il suo capo, gli danno un'aria inadatta al ruolo di venditore.
Samuel cerca di convincere Bonny a mettere su un'impresa, che consisterebbe nell'adattare un autobus per farne un centro mobile di cambio di pneumatici. Samuel, in passato, aveva lavorato con suo fratello Julius nel medesimo campo. Per avviare l'impresa, egli ha bisogno di un prestito considerevole, e lo chiede alla banca in cui lavora Tom Ford che gli dice di aspettare almeno otto settimane per una risposta. Samuel inizia ad attendere con impazienza l'arrivo della risposta, controllando la posta tutti i giorni.
Un giorno una lettera gli notifica il divorzio ottenuto da sua moglie, che è andata a vivere con un altro. Convinto di dover dare una svolta alla sua vita, si licenzia e conclude un affare con un grossista di pneumatici, a nome di suo fratello, certo che, a prestito approvato, potrà saldare il conto. Il prestito però non viene approvato. Samuel è convinto che il rifiuto della banca sia dovuto al fatto che il suo socio Bonny è di colore.
Una sera, rincasando, trova il fratello che gli rinfaccia di aver utilizzato il suo nome per concludere l'affare, e gli dice di aver pagato una cauzione per Bonny, arrestato per ricettazione. Convinto di aver individuato la fonte di tutti i mali in Richard Nixon, colpito da un notiziario che racconta come Robert Preston, un soldato, sia atterrato nel cortile della Casa Bianca con un elicottero rubato, decide di assassinare Nixon dirottando un aereo e dirigendolo verso la sua residenza. Ruba una pistola dall'officina di Bonny, acquista un pezzo di protesi ortopedica per aggirare il metal detector all'aeroporto di Washington-Baltimora e prepara un esplosivo artigianale.
Dopo aver tentato di uccidere il suo ex capo, Jack Jones, spara al suo cane, considerato l'unico a volergli bene. All'aeroporto rinuncia al tentativo di ingannare il metal detector, ma decide di salire comunque sull'aereo, dopo aver sparato ad uno degli addetti ai controlli. A bordo uccide uno dei piloti e ferisce l'altro, ma viene ucciso a sua volta da un agente di polizia.

## Accoglienza
La pellicola è stata generalmente molto apprezzata dalla critica, ed è stata lodata la grande interpretazione di Sean Penn. Il film ha registrato un gradimento del 68% su Rotten Tomatoes. La rivista Empire ha invece dato alla pellicola quattro stelle su cinque, definendolo come un film drammatico coraggioso.

## Riconoscimenti
- 2005 - Festival di Cannes
  - Candidatura Un Certain Regard a Niels Mueller
- 2004 - Satellite Award
  - Candidatura Miglior attore in un film drammatico a Sean Penn
- 2004 - National Board of Review Awards
  - Riconoscimento speciale per l'eccellenza nel filmmaking
- 2004 - San Diego Film Critics Society Awards
  - Premio Speciale a Don Cheadle
- 2005 - Golden Trailer Awards
  - Candidatura Miglior voce fuoricampo
- 2005 - Political Film Society
  - Candidatura Premio per la democrazia